# ニメレン川
ニメレン川（ニメレンがわ、ロシア語: Нимелен,中国語: 尼梅連河）は、ロシア連邦のハバロフスク地方を流れるアムグン川の左支流である。
満州語ではイミレン川（Imilen bira）と呼ばれており、現在の河川名もこれに由来する。清代には漢語で額密勒河と表記されていたが、現代中国語では尼梅連河と表記する。

## 概要

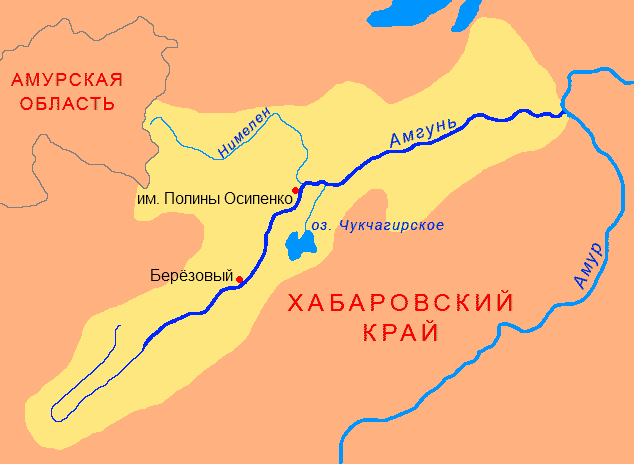
アムグン川流域

ニメレン川はヤム＝アリンを源流とし、川の長さは311㎞、流域面積は14,100㎢である。平均水消費量は118m³/ sであるが、5月から9月の間にはしばしば洪水が発生する。